# Олимпийский комитет Анголы
Олимпийский комитет Анголы (порт. Comité Olímpico Angolano) — организация, представляющая Анголу в международном олимпийском движении. Основан 17 февраля 1979 года и официально признан МОК в 1980 году.
Штаб-квартира расположена в Луанде. Является членом Международного олимпийского комитета, Ассоциации национальных олимпийских комитетов Африки и других международных спортивных организаций.